# 26328 Litomyšl

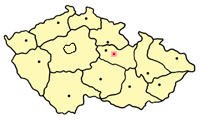
Vị trí của Litomyšl, nơi phát hiện

26328 Litomyšl là một tiểu hành tinh vành đai chính với vận tốc quỹ đạo 1258.7751929 ngày (3.45 năm).
Nó được phát hiện ngày 18 tháng 11 năm 1998 ở Litomyšl, Bohemia, Cộng hòa Séc bởi Miloš Tichý và Zdeněk Moravec.